# Ecuadortyrann
Ecuadortyrann (Myiophobus crypterythrus) är en fågelart i familjen tyranner inom ordningen tättingar.

## Utseende och läte
Ecuadortyrannen är en liten och färglös tyrann. Den är brungrå, med streckat bröst och beigefärgade vingband. Sången består av ett snabbt "swee-ch-ch-ch-ch-ch...". Även serier med väl åtskilda visslingar kan höras.

## Utbredning och systematik
Fågeln förekommer i sydvästra Colombia, västra Ecuador och nordvästra Peru. Den kategoriserades tidigare som underart till Myiophobus fasciatus, men urskildes 2016 som egen art av BirdLife International, 2022 av tongivande eBird/Clements och 2023 av International Ornithological Congress.

## Levnadssätt
Ecuadortyrannen hittas i öppen skog, torr savann och skogsbryn. Den ses vanligen enstaka eller i par, ofta sittande tystlåtet på en rätt låg sittplats.

## Status
Arten har ett stort utbredningsområde och beståndet anses vara stabilt. Internationella naturvårdsunionen IUCN listar den därför som livskraftig (LC).